# Tinaegeria
Tinaegeria é um gênero de traça pertencente à família Agonoxenidae.